# Lijst van presentatoren van de TROS
Hieronder volgt een lijst van presentatoren en presentatrices die bij de TROS werken of gewerkt hebben.

## A
- Willeke Alberti
- Vivienne van den Assem

## B
- Frans Bauer
- Mireille Bekooij
- Marianne Bierenbroodspot
- Manon Blaas (1996-1997)
- Lars Boom
- Wim Bosboom
- Jurre Bosman
- Ron Boszhard
- Ron Brandsteder
- Patty Brard
- Jos Brink
- Martin Brozius
- Marcel Bruijns
- Ellen Brusse
- Marga Bult

## C
- Dennie Christian
- Simon van Collem
- Nance Coolen

## D
- Victor Deconinck
- Nova van Dijk
- Pia Dijkstra
- Willy Dobbe
- Tim Douwsma
- André van Duin
- Mabel van den Dungen

## E
- Harm Edens
- Angela Esajas

## F
- Ivette Forster
- Natasja Froger
- Rob Fruithof

## G
- Martin Gaus
- Jack van Gelder
- Lonny Gerungan
- Wilbert Gieske
- Jan Pieter Glerum
- Ferry de Groot

## H
- Lous Haasdijk
- Yvonne Habets
- Mylène de la Haye
- Antoinette Hertsenberg
- Henny Huisman

## I
- Ralph Inbar

## J
- Pim Jacobs
- Ad Janssen
- Jaap Jongbloed
- Astrid Joosten

## K
- K3
- Hans Kazàn
- Simon Keizer
- Marjon Keller
- Loek Kessels (Mona)
- Catherine Keyl
- Marc Klein Essink
- Peter Knegjens
- Hans Knoop
- Theo Koomen
- Willem van Kooten
- Martijn Krabbé
- Nelleke van der Krogt
- Bob Kroon
- Wouter Kurpershoek
- Bert Kuizenga

## L
- Joop Landré
- Pernille La Lau
- Wibo van de Linde
- Robert Long

## M
- Ferry Maat
- Henk van der Meijden
- Linda de Mol
- Tom Mulder
- Chiel Montagne

## N
- Nada van Nie
- Ivo Niehe
- Hein van Nievelt
- Ed Nijpels

## O
- Wubbo Ockels
- Reinout Oerlemans
- Tetske van Ossewaarde
- Annemarie Oster
- Rob Out

## P
- Jan Pelleboer
- Belle Pérez
- Koos Postema

## R
- Victor Reinier
- Edsilia Rombley
- Katja Schuurman

## S
- Anniko van Santen
- Léonie Sazias
- Andreas van der Schaaf
- Nick Schilder
- Marceline Schopman
- Henri Schoup
- Freek Simon
- Ernst Daniël Smid
- Jan Smit
- Monique Smit
- Sjoukje Smit
- Yolanthe Sneijder-Cabau
- Jeroen Soer
- Jet Sol
- Maarten Spanjer
- Huub Stapel
- Nico Steenbergen
- Carlo Strijk

## T
- Carry Tefsen
- Caroline Tensen
- Jan Theys
- Kees Tol

## V
- Roderick Veelo
- Tineke Verburg
- Koen Verhoeff
- Gallyon van Vessem
- Peter R. de Vries
- Margriet Vroomans

## W
- Lucille Werner
- Bas van Werven
- Albert West
- Pieter Winsemius

## Z
- Erik de Zwart